# Вонъёган (приток Трайгородской)
Вонъёган (устар. Вон-Ёган) — река в России, протекает по Александровскому району Томской области. Устье реки находится в 132 км по левому берегу реки Трайгородская. Длина реки составляет 22 км.

## Данные водного реестра
По данным государственного водного реестра России относится к Верхнеобскому бассейновому округу, водохозяйственный участок реки — Обь от впадения реки Васюган до впадения реки Вах, речной подбассейн реки — Васюган. Речной бассейн реки — (Верхняя) Обь до впадения Иртыша.